# Réseau d'objets
Pour les articles homonymes, voir Réseau (homonymie).
Un réseau d'objets est une vision futuriste de l'Internet qui, dans le futur, reliera non seulement des personnes et des sites Web, mais aussi une multitude d'objets qui seront munis de circuits électroniques leur permettant de communiquer entre eux et avec des personnes à travers Internet.
En plus des ordinateurs, de nombreux objets sont déjà branchés à Internet : des téléphones, des tablettes électroniques, des consoles de jeux, des téléviseurs, etc.
L'avènement des radioétiquettes (RFID) accélère ce phénomène.

## Concept
Avec la mobilité et l’avènement du très haut débit, internet est devenu le vecteur de l’ubiquité numérique et de la modélisation du monde réel, en associant à chaque objet réel un objet numérique virtuel.

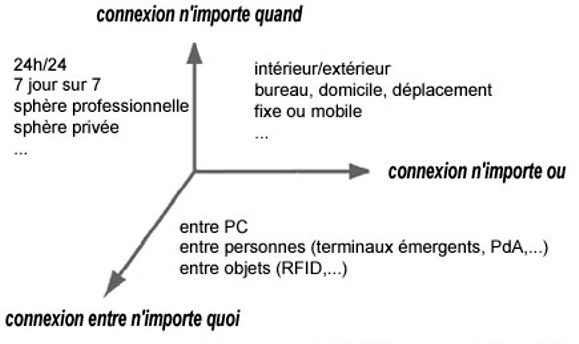
Réseau d'objets : n'importe où, n'importe quand et depuis tout dispositif

Dans un horizon du même ordre que le temps qui sépare les débuts du web à nos jours, internet ne sera plus simplement le réseau de personnes et de serveurs qui le caractérise aujourd’hui, mais un très vaste réseau d’objets qui transposera notre monde réel utile dans un espace virtuel numérique.
Chaque objet utile y sera connecté en permanence. La notion de connexion sera alors aussi transparente que celle de transaction proprement dite puisque les objets dialogueront spontanément sans nécessaire interaction humaine.
L’idée de base est aussi simple que sa mise en œuvre est complexe. Équipez toutes les boites de conserves, tous les livres, toutes les paires de chaussures et tous les composants de votre automobile de minuscules identificateurs (RFID) et la vie quotidienne sur notre planète se transforme : plus de ruptures de stocks puisque l’on reconstitue exactement ce que l’on consomme à l’autre bout du monde, plus de produits gaspillés par manque de visibilité commerciale, plus de vols puisque l’on sait exactement où (et entre les mains de qui) se trouve chaque article, plus de colis perdu...

## Fonctionnement d'un réseau d'objets
Pour communiquer entre eux les objets ont besoin de se reconnaître. Pour cela les adresses des autres objets avec lesquels un objet est en relation sont stockées dans des variables d'instance d'un objet. Ces variables d'instances servent de receveur pour les messages que l'objet enverra. Ainsi un objet tel qu'une vanne de plomberie par exemple, stockera les tuyaux auxquels elle est connectée. Ou encore, une matrice conservera une liste de ces cellules. Par contre les cellules ne stockeront pas la matrice à laquelle elles appartiennent et les tuyaux ne mémoriseront pas les vannes auxquelles ils sont branchés.
Ces interconnexions définissent la structure de l'application. Elles relient les objets sous forme d'un réseau de communication, comme les individus sont reliés par leurs échanges sociaux, ou encore comme les composants d'une plomberie sont physiquement reliés entre eux. Les langages orientés objets sont parfaitement adaptés pour la modélisation de composants d'un système complexe.
Le réseau d'objet est "mis en route" par un stimulus externe. Si on programme une application interactive avec une interface utilisateur, elle répondra aux actions de l'utilisateur sur le clavier ou la souris. Un programme de décomposition en facteurs premiers débute quand on lui fournit un entier cible, sur la ligne de commande. D'autres programmes encore, réagiront à des données reçues sur une ligne téléphonique, ou un autre périphérique.